# Micrometrus aurora
Micrometrus aurora és una espècie de peix pertanyent a la família dels embiotòcids.

## Descripció
- Pot arribar a fer 18 cm de llargària màxima.[6][7]

## Alimentació
Menja algues i invertebrats petits.

## Hàbitat
És un peix marí, demersal i de clima subtropical.

## Distribució geogràfica
Es troba al Pacífic oriental: des de Tomales Bay (el nord de Califòrnia, els Estats Units) fins a la Baixa Califòrnia (Mèxic).

## Observacions
És inofensiu per als humans.